# Fiorano Canavese
Fiorano Canavese (piemontesisch Fioran) ist eine Gemeinde in der italienischen Metropolitanstadt Turin (TO), Region Piemont.

## Lage und Einwohner
Fiorano Canavese liegt 55 km nördlich von Turin. Das Gemeindegebiet umfasst eine Fläche von 4 km² und hat 729 Einwohner (Stand 31. Dezember 2023).
Die Nachbargemeinden sind Montalto Dora, Lessolo, Alice Superiore, Ivrea, Banchette, Banchette, Salerano Canavese, Samone und Loranzè.

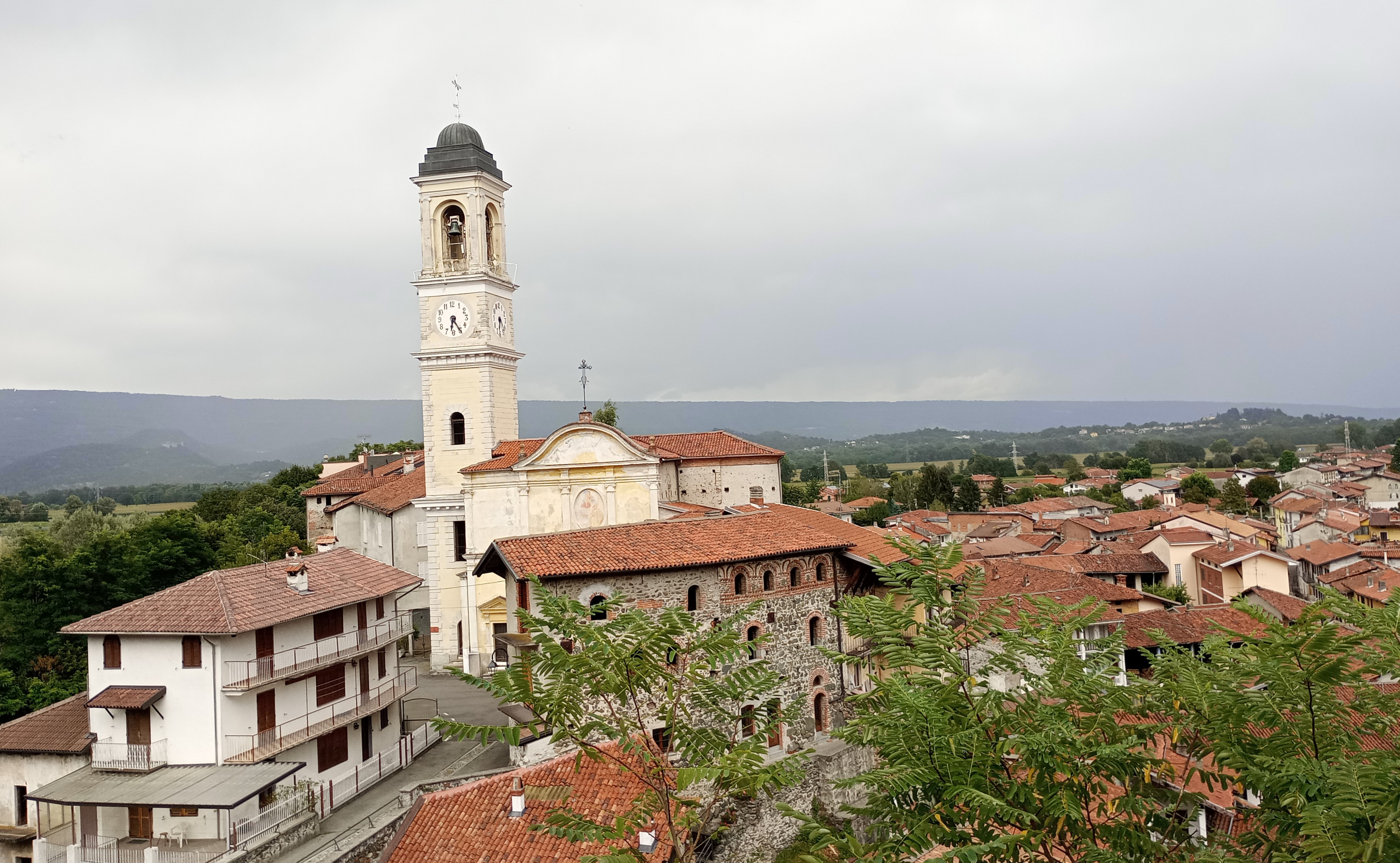
Panorama

### Bevölkerungsentwicklung

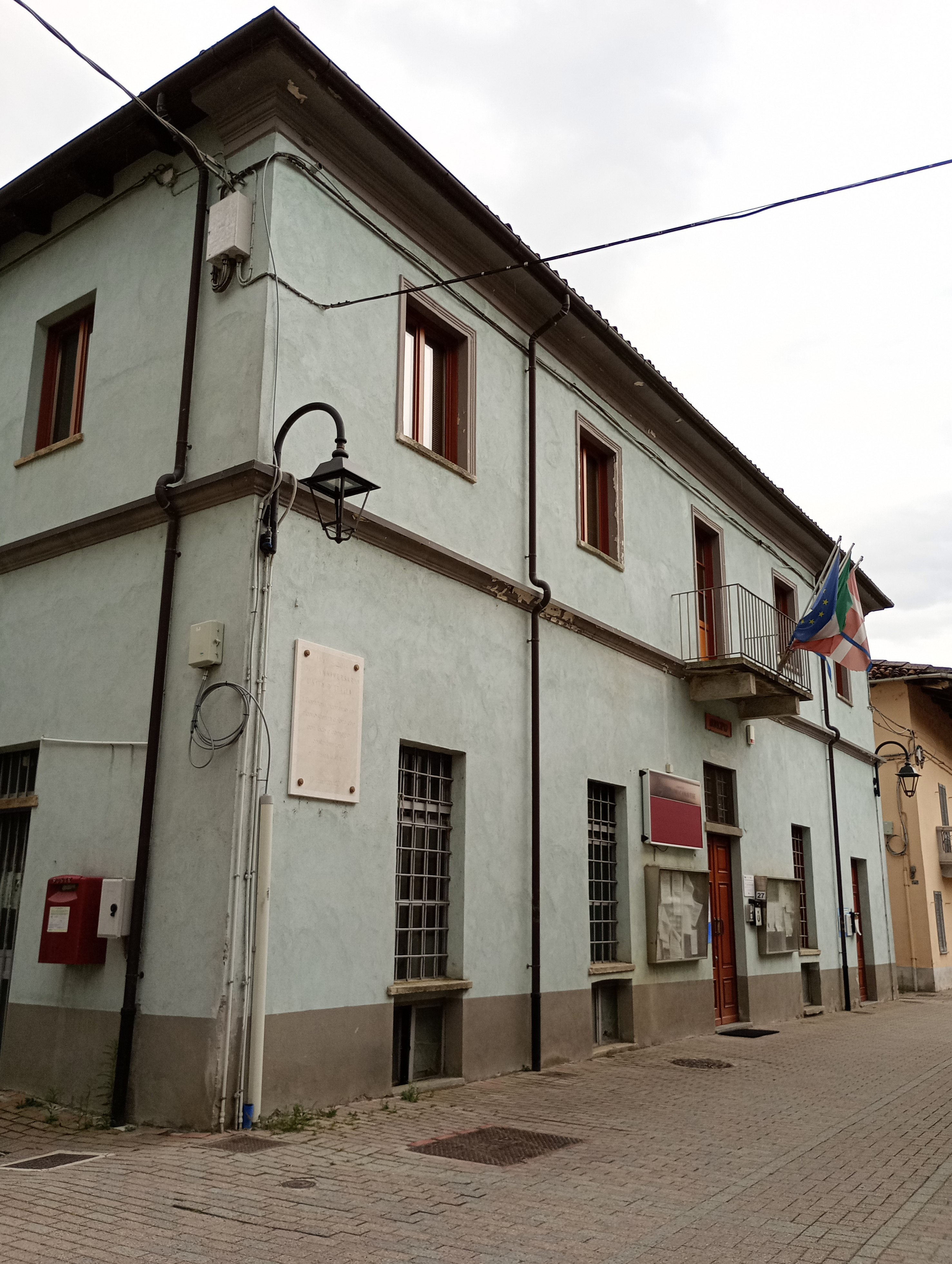
Gemeindeverwaltung